# Haskell County (Oklahoma)
Haskell County ist ein County im Bundesstaat Oklahoma der Vereinigten Staaten. Der Verwaltungssitz (County Seat) ist Stigler. Das U.S. Census Bureau hat bei der Volkszählung 2020 eine Einwohnerzahl von 11.561 ermittelt.

## Geographie
Das County liegt im Osten von Oklahoma, ist etwa 45 km von Arkansas entfernt und hat eine Fläche von 1619 Quadratkilometern, wovon 125 Quadratkilometer Wasserfläche sind. Es grenzt im Uhrzeigersinn an folgende Countys: Muskogee County, Sequoyah County, Le Flore County, Latimer County, Pittsburg County und McIntosh County.

## Geschichte
Haskell County wurde am 16. Juli 1907 als Original-County aus Choctaw-Land gebildet. Benannt wurde es nach Charles N. Haskell, dem ersten Gouverneur von Oklahoma.
Zehn Bauwerke und Stätten des Countys sind im National Register of Historic Places (NRHP) eingetragen (Stand 1. Juni 2018).

## Demografische Daten

Alterspyramide des Haskell County

Nach der Volkszählung im Jahr 2000 lebten im Haskell County 11.792 Menschen in 4.624 Haushalten und 3.380 Familien. Die Bevölkerungsdichte betrug 8 Einwohner pro Quadratkilometer. Ethnisch betrachtet setzte sich die Bevölkerung zusammen aus 78,24 Prozent Weißen, 0,61 Prozent Afroamerikanern, 14,60 Prozent amerikanischen Ureinwohnern, 0,29 Prozent Asiaten und 0,45 Prozent aus anderen ethnischen Gruppen; 5,81 Prozent stammten von zwei oder mehr Ethnien ab. 1,50 Prozent der Bevölkerung waren spanischer oder lateinamerikanischer Abstammung.
Von den 4.624 Haushalten hatten 31,7 Prozent Kinder unter 18 Jahre, die im Haushalt lebten. 60,6 Prozent waren verheiratete, zusammenlebende Paare, 9,1 Prozent waren allein erziehende Mütter. 26,9 Prozent waren keine Familien, 24,7 Prozent waren Singlehaushalte und in 13,0 Prozent der Haushalte lebten Menschen im Alter von 65 Jahren oder darüber. Die durchschnittliche Haushaltsgröße betrug 2,52 und die durchschnittliche Familiengröße betrug 3,00 Personen.
26,0 Prozent der Bevölkerung waren unter 18 Jahre alt, 8,1 Prozent zwischen 18 und 24, 24,5 Prozent zwischen 25 und 44, 24,2 Prozent zwischen 45 und 64 und 17,2 Prozent waren 65 Jahre oder älter. Das Durchschnittsalter betrug 39 Jahre. Auf 100 weibliche Personen kamen 95,7 männliche Personen. Auf 100 Frauen im Alter von 18 Jahren oder darüber kamen 92,4 Männer.
Das jährliche Durchschnittseinkommen eines Haushalts betrug 24.553 USD und das durchschnittliche Einkommen einer Familie betrug 29.872 USD. Männer hatten ein durchschnittliches Einkommen von 25.493 USD gegenüber den Frauen mit 17.462 USD. Das Prokopfeinkommen betrug 13.775 USD. 16,1 Prozent der Familien und 20,5 Prozent der Bevölkerung lebten unterhalb der Armutsgrenze.